# Gonioterma aesiocopia
Gonioterma aesiocopia är en fjärilsart som beskrevs av Walsingham 1913. Gonioterma aesiocopia ingår i släktet Gonioterma och familjen plattmalar. Inga underarter finns listade i Catalogue of Life.